# Stephen Burrough
Stephen Burrough (25. září 1525 Northam, Devon - 12. července 1584 Chatham, Kent) byl anglický mořeplavec, navigátor, polárník a jeden z prvních arktických průzkumníků. V roce 1553 byl na první anglické lodi, která vplula do Bílého moře a účastníkem expedice, která jménem Moskevské společnosti otevřela obchod mezi Anglií a Ruskem. Stal se odborníkem na navigaci v arktických vodách. Pro své znalosti byl vyhledáván anglickými a španělskými mořeplavci. Byl také autorem prvního slovníku Tersko sámského jazyka.

## Život
Narodil se 25. září 1525 v Northamu v Devonu, jako syn Waltera a Marie (rozené Dough) Burroughových. Po základním vzdělání na místní farní škole se učil u svého strýce Johna Burrougha, který byl uznávaným námořníkem s mnoha zkušenostmi z plaveb na Sicílii, Krétu a do oblasti Levanty. Od strýce se naučil nejen znalosti navigace a kormidlování, ale také základy španělštiny a portugalštiny. Zásluhou strýcových kontaktů a jeho pomoci byl vybrán, aby se zúčastnil expedice tří anglických lodí z Anglie do Číny severní mořskou cestou. Roku 1553 se plavil jako navigátor na jedné ze tří lodí pod vedením sira Hugha Willoughbyho. Sloužil na lodi Edward Bonaventura, na které plul druhý velitel expedice a hlavní navigátor Richard Chancellor. Nedaleko Lofotských ostrovů je bouře oddělila od ostatních dvou lodí a tak pokračovali v cestě dál sami. Obepluli mys, který pojmenovali Severní mys a u poloostrova Kola čekali zda se neobjeví loď velitele expedice. Když se neobjevila, pokračovali dále k Bílému moři, kde zakotvili u ústí Severní Dviny poblíž dnešního Archangelsku. Chancellor cestoval po souši do Moskvy, kde vyjednal obchodní smlouvu s carem Ivanem IV. Hrozným, zatímco Burrough a většina členů posádky strávili zimu na lodí.
Dne 23. dubna 1556 Burrough vyplul z ústí řeky Temže na malé lodi Searthrift, jako velitel druhé expedice do Číny. Na palubě lodi bylo kromě Burrougha a jeho bratra, osm dalších mužů. Koncem května Burroughova loď minula Severní mys a dále plula kolem pobřeží poloostrova Kola, kde byli Angličané přátelsky přijati ruskými rybáři. V jejich doprovodu pokračovali v plavbě na východ. Burrough do lodního deníku poznamenal, že je překvapen, kolik ruských rybářských lodí potkává v této oblasti a že posádky tvoří vždy nejméně 24 námořníků. Dne 15. července se dosáhli Angličané ústí řeky Pečory, kde se zdrželi pět dnů a poté pokračovali v plavbě Karským mořem k ostrovu Vajgač. Zde objevili průliv, který odděloval ostrov Vajgač a jižní ostrov Nové země a který byl později pojmenován Karská vrata. V těchto místech narazili na místní obyvatelé, domorodé Samojedy, o kterých Burrough napsal: "...neměli žádné domy, pouze stany zhotovené ze sobích kůží, z těch jsou vyrobeny i jejich čluny. Když vystoupí na břeh, berou si své čluny s sebou. K jejich přepravě nemají jiná zvířata než soby. Co se týče chleba a obilí, kromě toho, co jim přivážejí Rusové, nemají žádné..." Další plavbu v Karském moři stále více znesnadňovaly bouře a především plovoucí ledové kry, proto se rozhodli obrátit zpět k Nové zemi. Burrough ve svých zápiscích popsal situaci následovně: "Ztratili jsme veškerou naději, že v tomto roce objevíme něco dále východním směrem, proto jsme považovali za nejlepší vrátit se, a to ze tří důvodů: prvním byly trvalé severovýchodní a severní větry... druhý spočíval v hrozivě nakupeném ledu... třetím důvodem byly stále delší a temnější noci, přicházelo zimní období a bouře."
Výprava dosáhla počátkem září Bílého moře a přezimovala v Cholmogorách, poblíž ústí Severní Dviny. Burrough čekal na příští léto, aby mohl pokračovat dále a podle plánů objevit ústí řeky Ob, ale tohoto cíle nedosáhl, protože mu dorazila zpráva z vedení Moskevské společnosti, že se má okamžitě vrátit do Anglie a pátrat po třech ztracených lodích společnosti, včetně lodi Edward Bonaventura.
V roce 1557 po svém návratu do Anglie zjistil, že Richard Chancellor ztroskotal u skotského pobřeží a utopil se. Burrough díky tomu byl povýšen na hlavního navigátora Moskevské společnosti. V letech 1560 až 1571 podnikl několik dalších plaveb do Ruska, podrobně zmapoval murmanské pobřeží a sestavil první anglicko-něnecký slovník.
V roce 1558 navštívil navigační školu v Seville, kde se podělil o své znalosti plavby v polárních mořích výměnou za poznatky o výcviku španělských kormidelníků. Rovněž přivezl do Anglie kopii příručky k navigaci Martina Cortése de Albacara Breve Compendio. Příručku nechal přeložit Richardem Edenem a v roce 1561 ji vydal pod názvem Umění navigace. Tato kniha se stala prvním anglickým manuálem pro navigaci a byla po desetiletí široce využívána.
Zemřel 12. července 1584. Pohřben je v Chathamu, v Kentu.

## Rodina
Jeho syn, Christopher Burrough, napsal popis obchodní expedice provedené v letech 1579-1581 z Bílého moře do Kaspického moře a zpět. Jeho mladší bratr William Borough, narozen v roce 1536 v Northamu, doprovázel sira Francise Drakea na jeho cádizské expedici v roce 1587